# Руин Норанда (Квебек)
Руин Норанда (фр. Rouyn-Noranda) је град у Канади у покрајини Квебек. Према резултатима пописа 2011. у граду је живело 41.012 становника.

## Становништво
Према резултатима пописа становништва из 2011. у граду је живело 41.012 становника, што је за 2,7% више у односу на попис из 2006. када је регистровано 39.924 житеља.
| 2006.  | 2011.  | 2016.  |
| ------ | ------ | ------ |
| 39.924 | 41.012 | 42.334 |